# 두오모역
두오모역(이탈리아어: Duomo)은 밀라노 지하철의 1호선과 3호선이 만나는 환승역이다. 지하에 있으며 밀라노 중심부의 두오모 광장에 있다. 1964년 11월 1일 1호선의 '세스토 마렐리' - '로토' 구간이 처음으로 개통하면서 문을 열었고 이후 1990년 5월 3일에 3호선이 개통하면서 환승역이 되었다.
습기와 같은 몇 가지 문제점을 가지고 있는 산 도나토 역 방면 3호선 승강장은 약 25m 깊이의 지하에 있다. 그보다 더 오래된 1호선은 3호선 위를 지나간다. 3호선 승강장은 직각으로 된 두 개의 터널 공간으로 나뉘는데, 북쪽에 있는 상행 승강장과 남쪽에 있는 바로 위층의 하행 승강장이 있다. 따라서 3호선 승강장은 2층으로 나뉘어 있다.
두오모 역 근처에는 두오모, 스칼라 극장, 궁전, 비토리오 에마누엘레 2세 갤러리아가 있다.
두오모 역의 통로는 두오모 지하에 위치한 그리스도 이전 시기에 만들어진 바실리카의 고고학 발굴지와 연결되어 있으나, 통행은 금지되어 있다.
두오모 역의 중이층은 코르두시오 광장, 레알레 궁전 (갈레리아 델 파르비스), 코르소 비토리오 에마누엘레 2세 거리, 두오모 광장 내에 있는 리나셴테로 향하는 출구와 닿는 터널로 연결되어 있다.

## 환승
역 근처에 ATM가 운영하는 트램 정거장과 버스 정류장이 있다.
- 트램 정거장 (Duomo M1 M3, 2, 3, 12, 14, 15, 16, 19번)
- 버스 정류장

## 시설
이 역에는 다음과 같은 시설이 있다.
- 장애인 승객을 위한 승차 시설
- 에스컬레이터
- 승차권 자동판매기
- 역 감시카메라
- 바
- 약국
- 가판대

## 갤러리

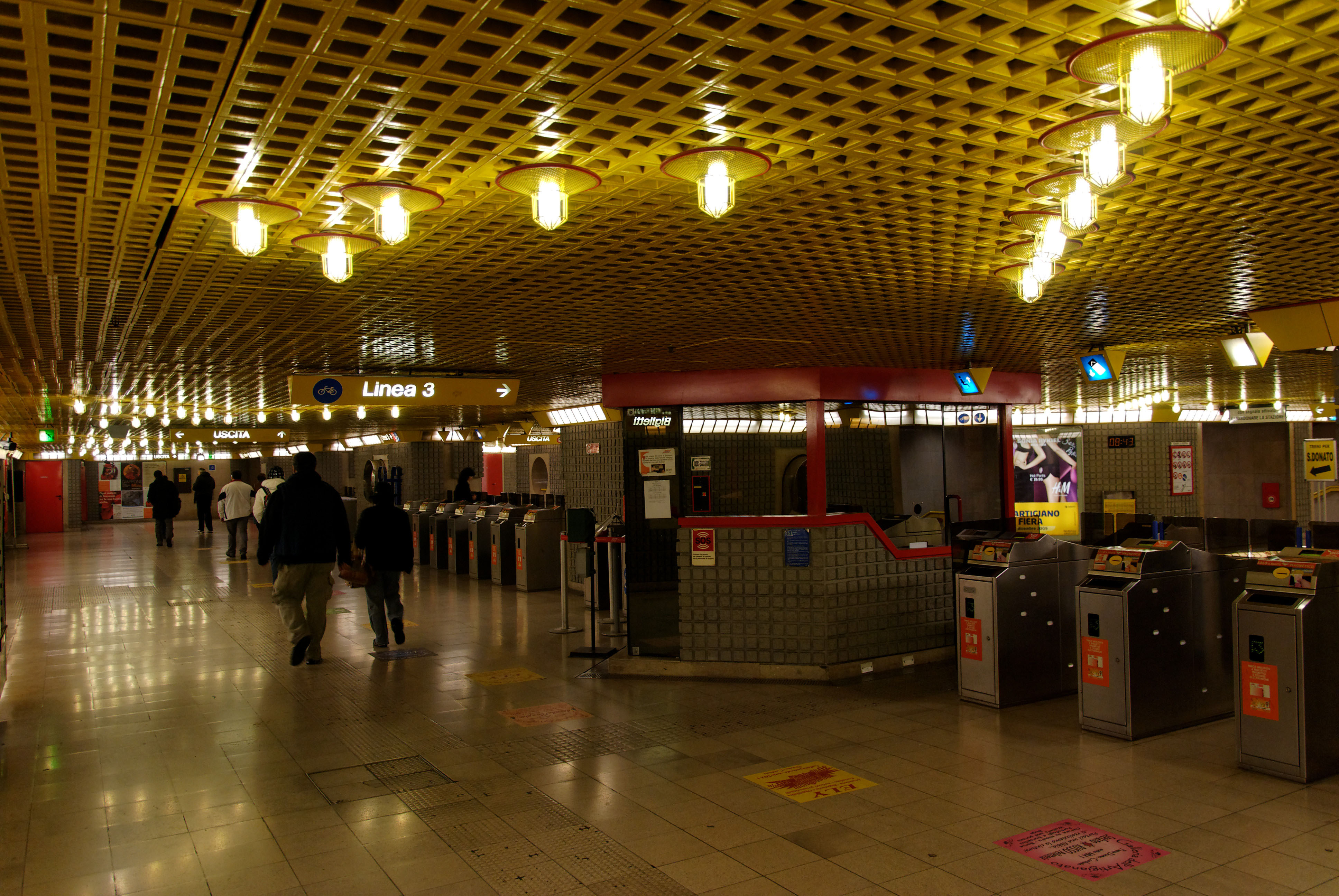
3호선 승강장 개찰구
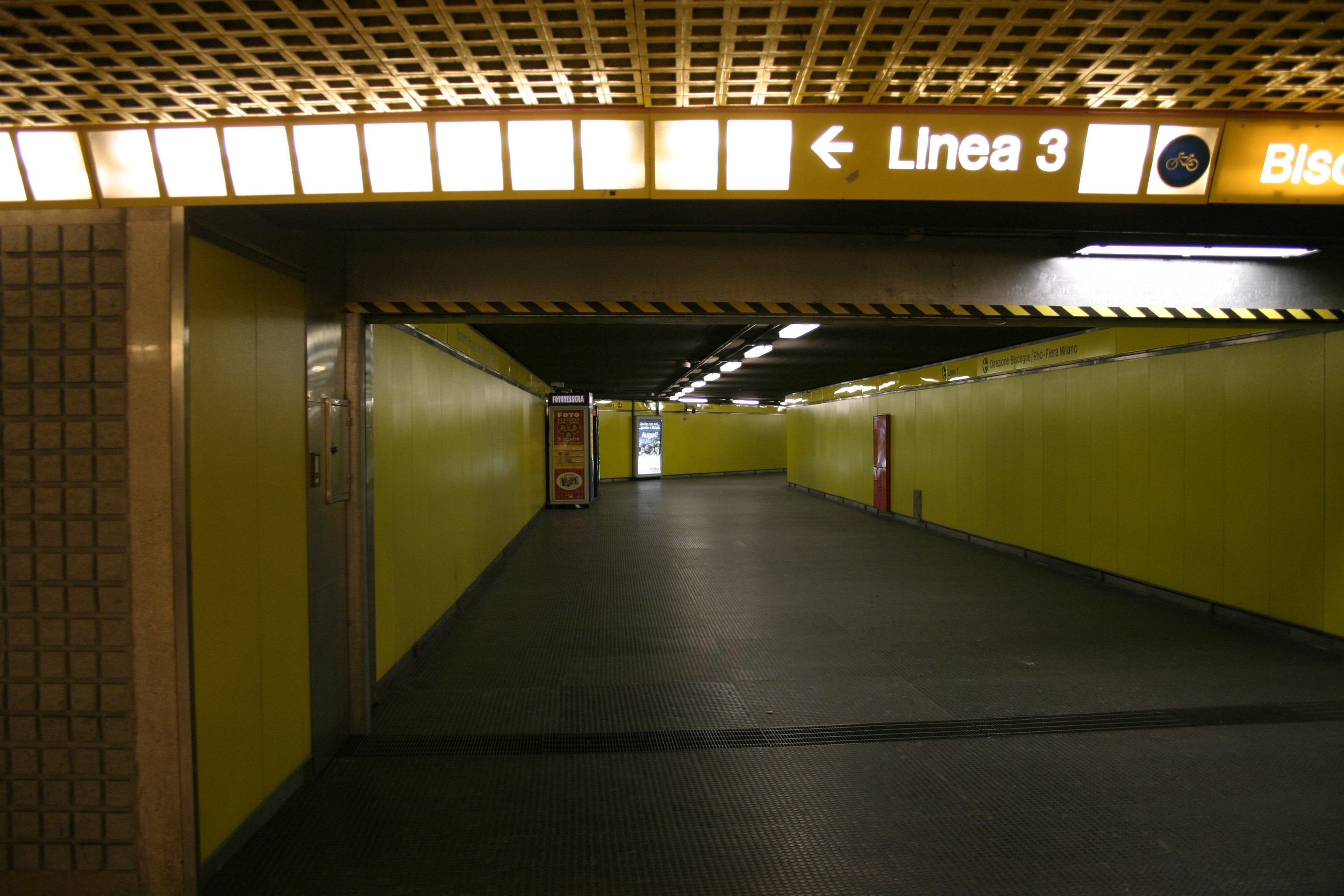
3호선에서 1호선으로 가는 통로